# Acanthosoma haemorrhoidale
Acanthosoma haemorrhoidale là một loài côn trùng. Thức ăn chính của nó là quả cây táo gai (Crataegus monogyna) nhưng con trưởng thành có thể trải qua mùa đông dựa trên một chế độ ăn lá cây, và các cá thể có thể được tìm thấy trên một số cây thực phẩm tiềm năng, bao gồm cả sồi Anh, sồi không cuống và Sorbus. Chúng có thể dài đến 17 mm, và được ngụy trang trong bằng màu xanh của thân nó như màu lá cây. Chúng có thể phát tiết ra mùi khó chịu khi bị quấy rầy.
Loài bọ này được tìm thấy trên khắp châu Âu, từ Bồ Đào Nha đến Nga, và phổ biến ở phần phía nam của Vương quốc Anh. Phân bố của nó dường như lan rộng về phía bắc, chỉ được ghi nhận xa tận phía bắc đến Birmingham vào năm 1892, nhưng đã mở rộng phạm vi của nó đến miền Bắc nước Anh và thậm chí cả cao nguyên Scotland.
Ở Anh và Tây bắc châu Âu loài nói chung là hoạt động giữa các tháng trong tháng 4 và tháng 10, mặc dù một số cá thể có thể xuất hiện trở lại từ ngủ đông trong suốt thời gian của thời tiết ấm áp trái mùa trong mùa đông.

## Hình ảnh

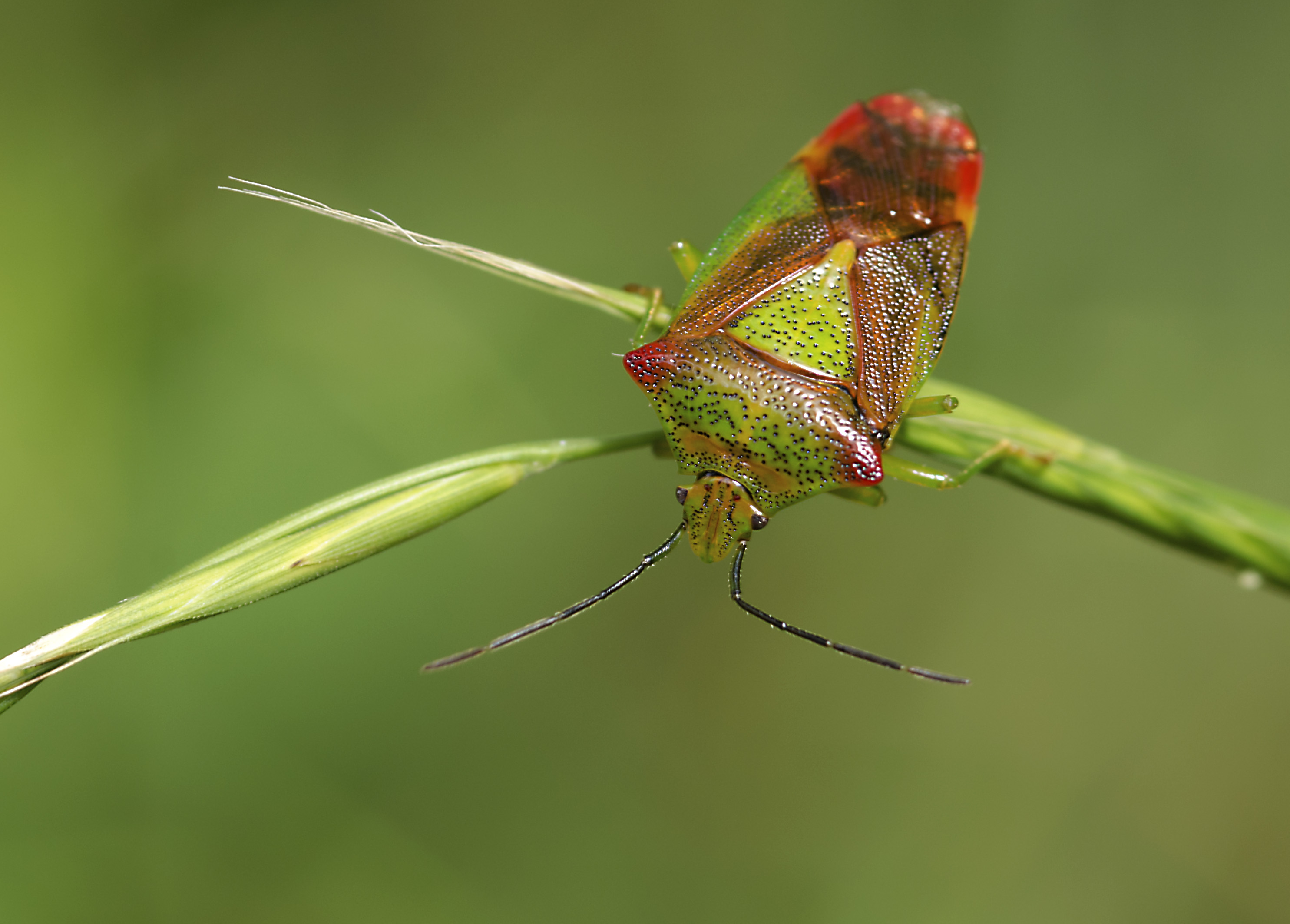
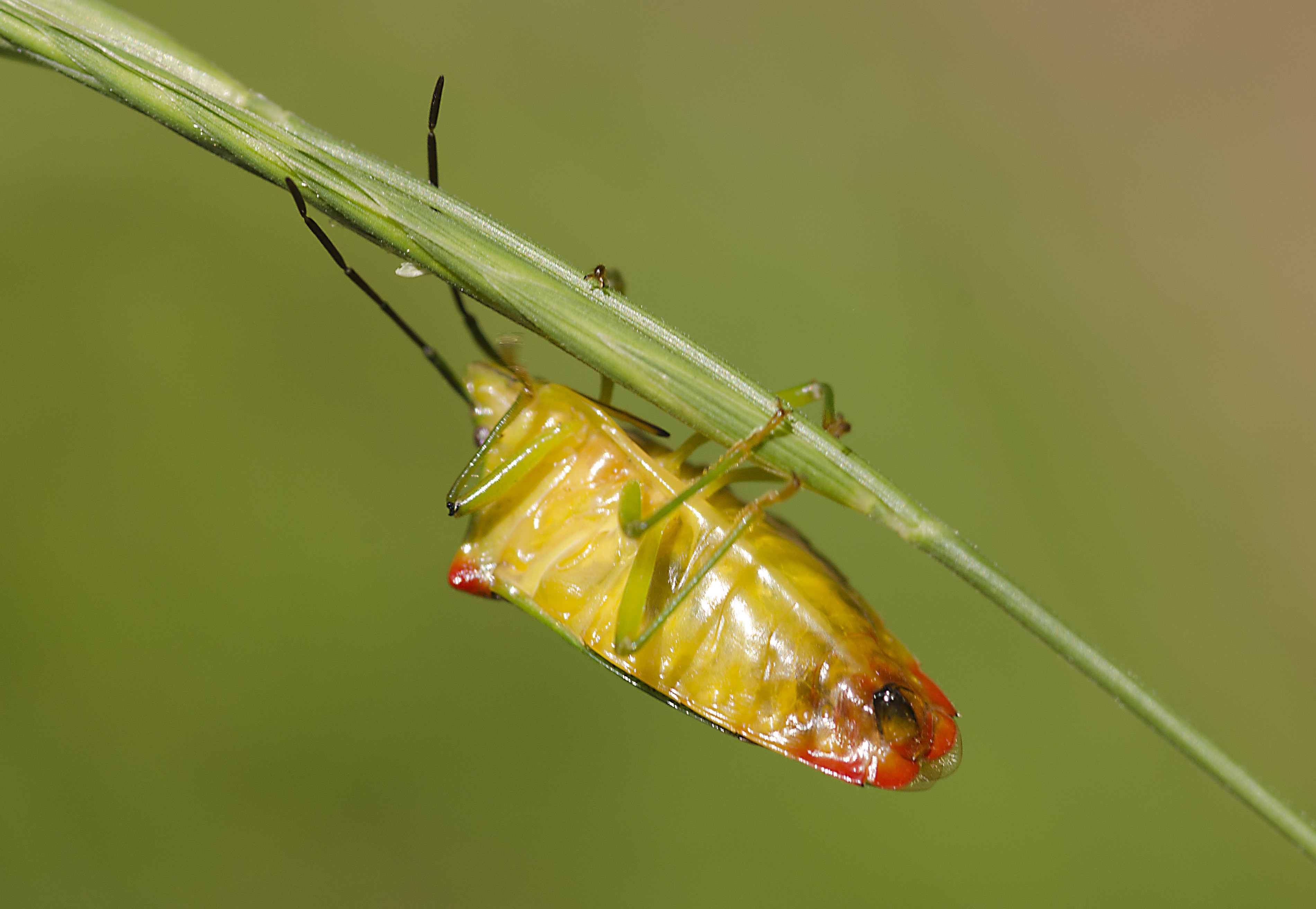
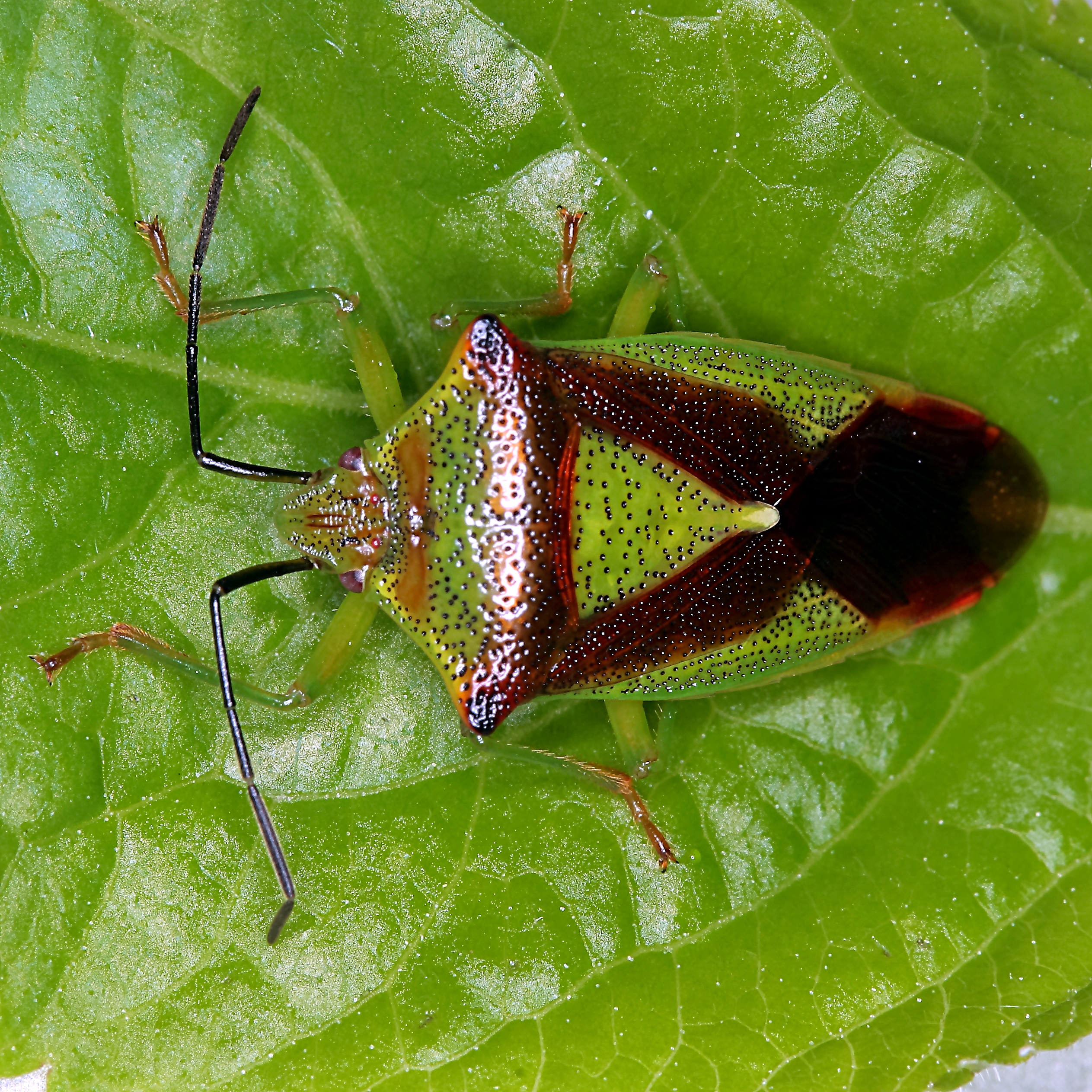
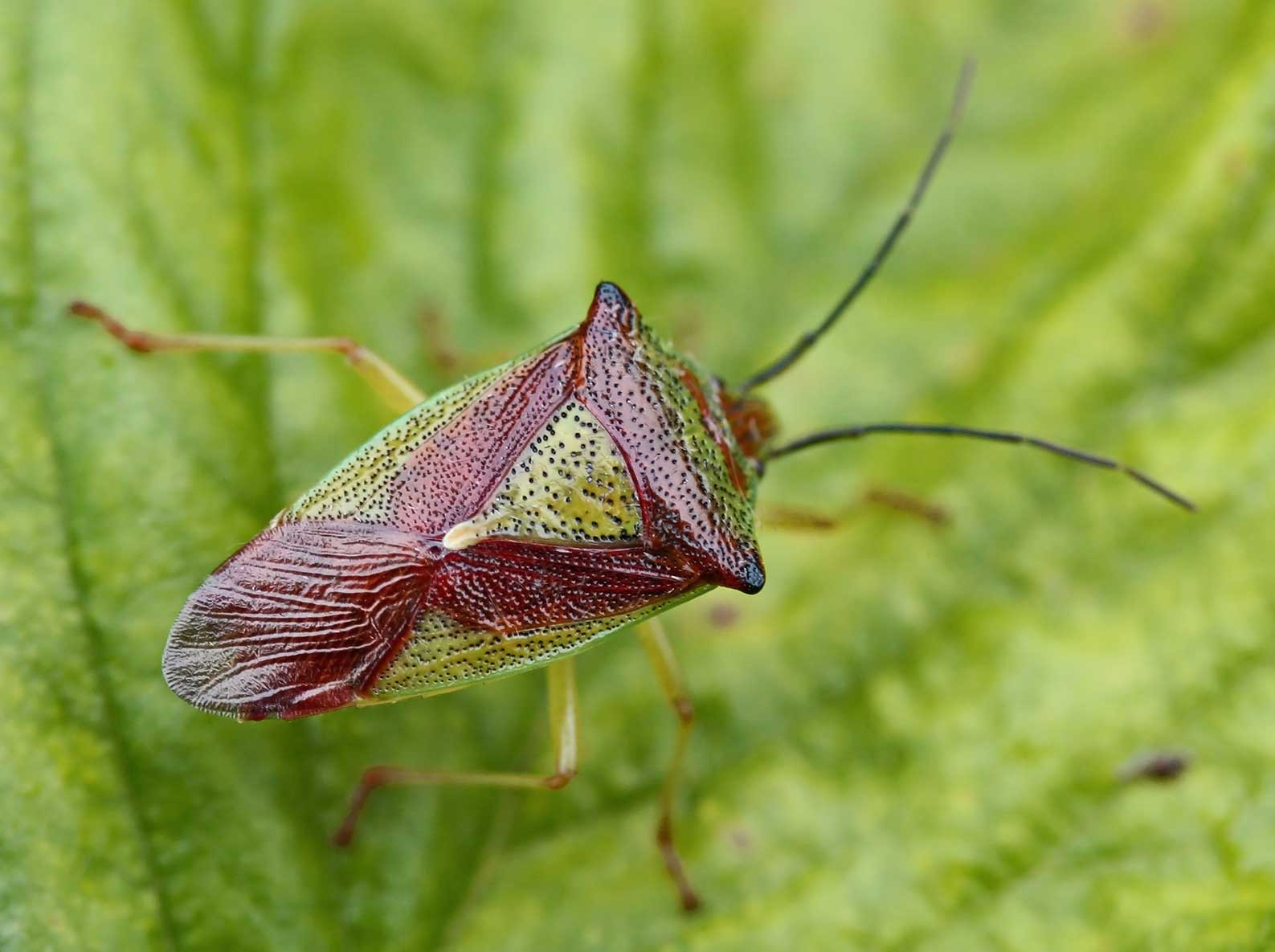